# Hochschule für bildende Künste Hamburg
La Hochschule für bildende Künste Hamburg (« École supérieure des beaux-arts de Hambourg », ou HFBK Hamburg) est une école d'art de Hambourg.
La HFBK Hamburg est une université scientifique et artistique, où l'étude des arts visuels et de leurs théories y sont enseignées.

## Internationalité
La HFBK encourage activement l'internationalisation de l'université et de ses étudiants. Outre la nomination de professeurs d'expérience internationale ou de renommée internationale, l'institution encourage fortement les échanges internationaux d'étudiants. Le grand nombre d'universités partenaires dans le cadre du programme d'échange Erasmus financé par l'UE permet un niveau élevé de mobilité internationale. Depuis 2010, la Art School Alliance (ASA), initiée en coopération avec la Fondation Alfred Toepfer FVS, a réalisé des progrès considérables au-delà du cadre européen. Le programme de bourses permet à jusqu'à 18 étudiants internationaux en art de vivre et de travailler ensemble pendant un semestre, dans un ancien loft d'usine, gratuitement et sans frais de scolarité. En retour, jusqu'à 18 étudiants HFBK se rendent dans les universités partenaires un semestre par an, sans avoir à payer de frais de scolarité. Les partenaires actuels de l'Art School Alliance sont :   
- École du musée des beaux-arts, université Tufts, Boston
- Universidad del Cine, Buenos Aires
- Académie des arts de Chine, Hangzhou
- Académie des arts et du design de Bezalel, Jérusalem
- Goldsmiths, Université de Londres, Département d'art
- Institut des arts de Californie, Los Angeles
- Université Kindai, département de design, Osaka
- École nationale supérieure des beaux-arts de Paris
- Institut d'art de San Francisco
- Institut de design, Académie des arts de Chine, Shanghai
- Académie des Beaux-Arts de Vienne

## Historique
En 1767, la Hamburger Gewerbeschule est fondée par la Société patriotique. En 1896, elle devient une école publique d'arts appliqués, plus tard une école publique d'art. Le bâtiment principal de Lerchenfeld 2, dans le quartier d'Uhlenhorst à Hambourg, est construit par l'architecte Fritz Schumacher entre 1911 et 1913, en particulier pour l'école d'art. Pendant la période du national socialisme, des enseignants tels que Karl Schneider (de), qui ne se conformaient pas au régime, ont été contraints d'abandonner leur enseignement. Pendant ce temps, le nom a été changé pour le Collège hanséatique des beaux-arts, mais sans reconnaissance du statut universitaire. Après la Seconde Guerre mondiale, elle reprend son enseignement en 1945 en tant qu'école d'art de l'État (Landeskunstschule) sous l'ancien professeur des Écoles d'usine de Cologne (Kölner Werkschulen) Friedrich Ahlers-Hestermann, né à Hambourg. Après le départ à la retraite d'Ahlers-Hestermann, l'architecte Gustav Hassenpflug est élu successeur. Hassenpflug installe à partir de 1952 une classe de conférencier invité dont il documente les résultats. En outre, il dirige la transformation de l'école d'art de l'État en "Collège des beaux-arts de Hambourg". Depuis 1970, elle a également le statut d'université scientifique et artistique. Dans les années 1980, le diplôme consistait en un diplôme d’artiste en arts visuels. En 2008, dans le cadre des efforts d’internationalisation, celui-ci a été transféré dans un système de licence et de master consécutifs.

## Professeurs de l'université
- Sculpture : Martin Boyce
- Sculpture : Thomas Demand
- Sculpture : Andreas Slominski
- Sculpture : Pia Stadtbäumer
- Salle de théâtre : Raimund Bauer
- Conception : Jesko Fezer
- Conception : Glen Oliver Loew
- Conception : Ralph Summer
- Cinéma : Robert Bramkamp
- Cinéma : Pepe Danquart
- Cinéma : Udo Engel
- Cinéma : Angela Schanelec
- Graphisme / Typographie / Photographie : Wigger Bierma
- Graphisme / Typographie / Photographie : Adam Broomberg (en) / Oliver Chanarin (en)
- Graphisme / Typographie / Photographie : Ingo Offermanns
- Graphisme / Typographie / Photographie : Christoph Knoth / Konrad Renner
- Sculpture Bases / Orientation, Stage : Ida Lennartsson (professeur invité)
- Conception de base / orientation : Valentina Karga
- Cinéma Basics / Orientation : Katharina Pethke
- Principes de base / Orientation Graphisme / Typographie / Photographie : Heike Mutter
- Principes / Orientation Peinture / Dessin : Aleen Solari (Professeur invité)
- Principes de base / Orientation Supports temporels : Annika Larsson
- Peinture / Dessin : Anselm Reyle
- Peinture / Dessin : Jutta Koether
- Peinture / Dessin : Werner Büttner
- Supports temporels : Angela Bulloch
- Supports temporels : Simon Denny
- Médias temporels : Jeanne Faust
- Médias temporels : Michaela Melián

- Théorie et histoire : Friedrich von Borries
- Théorie et histoire : Harald Falckenberg (professeur honoraire)
- Théorie et histoire : Franz Wilhelm Kaiser (professeur honoraire)
- Théorie et histoire : Martin Köttering
- Théorie et histoire : Hanne Loreck
- Théorie et histoire : Dirk Luckow (professeur honoraire)
- Théorie et histoire : Astrid Mania
- Théorie et histoire : Michaela Ott
- Théorie et histoire : Bettina Uppenkamp
- Théorie et histoire : Christoph Martin Vogtherr (professeur honoraire)
- Education artistique : Alexander Henschel (professeur invité)
- Education artistique : Marcus Recht (professeur invité)

## Anciens professeurs et professeurs invités
- Friedrich Adler, graphiste, concepteur, 1906–1933
- Hans Andree, typographe, graphiste, 1977–2003
- Friedrich Ahlers-Hestermann, directeur 1946–1951
- Fatih Akın, étudiant de 1994 à 2000, professeur invité en 2005–2006
- Kurd Alsleben
- Hinrich Baller, architecte
- Willy von Beckerath, 1907–1930
- Joseph Beuys, professeur invité en 1974
- Max Bill, 1967–1974
- Bernhard Blume, 1987–2002
- Andreas Brandt, 1983–2001
- KP Brehmer (Klaus Peter Brehmer), 1971–1997
- Bazon Brock, 1965–1976
- Kilian Breier, 1966–1999
- Maria Brinckmann, Kunststickerei, 1909–1932
- Claus Böhmler, 1974–2005
- Johann Michael Bossard, sculpteur, 1906–1944
- John Burgan (en), professeur invité en 2002
- Marie José Burki, 2003–2009
- Herbert von Buttlar, président, 1964 à 1976
- Carl Otto Czeschka, 1907–1943
- Hanne Darboven, étudiante 1962–1965, professeur honoraire de 2000 à 2009
- Stephan Dillemuth, professeur invité en 2002–2004
- Reinhard Drenkhahn, 1943–1944 et 1945–1948
- Bogomir Ecker, 1993–2002
- Hartmut Frank, architecte
- Geelke Gaycken, 2012–2019
- Dan Graham, professeur invité 1989–1993
- Gotthard Graubner, 1969–1992
- Willem Grimm, 1946–1969
- Silke Grossmann, 1995–2016
- Hans Grubenbecher, photographe 1913–1952
- Hans Heller (1884–1917), architecte et designer d'intérieur, 1907–1917
- Paul Helms, 1908–1945
- Uwe Henneken, professeur invité en peinture en 2009–2011
- Margret Hildebrand, designer en textile, 1956–1981
- Achim Hoops, 1986–2019
- Alfred Hrdlicka, 1973–1975
- Beata Huke-Schubert, architecte, 1984–2006, puis à l'Université HafenCity Hambourg
- Friedensreich Hundertwasser, 1959
- Paul Schneider-Esleben, 1960–1970
- Isaac Julien, professeur invité en 2006
- Jürgen Klauke, 1980–1981
- Anton Kling, 1908–1922
- Karl Kluth, 1952–1965
- Kurt Kranz, 1950–1972
- Vlado Kristl
- Erwin Krubeck, arts graphiques, 1946–1962
- Matthias Lehnhardt, professeur
- Van Bo Le-Mentzel, architecte et professeur, depuis 2015
- Hans-Joachim Lenger, 1983–2019
- Michael Lingner, professeur
- Richard Luksch, 1907–1936
- Arnold Lyongrün, peintre 1907–1908
- Alfred Mahlau, 1946–1959
- Gerhard Marcks, 1945–1950
- Barbara Martwich, architecte, ab 1978
- Maria May, designer textile, 1945–1955
- Nick Mauss, peintre, professeur invité en 2011–2012
- Almir Mavignier, peintre, 1965–1990
- Birgit Megerle, professeur invitée en 2012–2013
- Richard Meyer, 1905–1930
- Hans Michel, graphiste 1963–1985
- Wilfried Minks, professeur de scénographie 1967–1995
- Matt Mullican, professeur pour les médias liés au temps 2009–2018
- Werner Nekes, 1969–1972
- Rüdiger Neumann, réalisateur de films expérimentaux, 1977–2007
- Wilhelm Niemeyer, historien de l'art 1910–1930, 1933–1938
- Godber Nissen, architecte 1956–1971
- Sigmar Polke, professeur invité en 1970/71, professeur 1977–1991
- Marjetica Potrč, professeure für Social Design 2011–2018
- Dieter Rams, Industriedesigner 1981–1997
- Otto Rohse, illustrateur, typographe et concepteur de livre
- Gerd Roscher, réalisateur de documentaires, 19??–2008
- Gerhard Rühm, 1972–1995
- Helke Sander, réalisatrice, 1981–2003
- Edwin Scharff, 1946–??
- Eran Schaerf
- Ernst Scharstein, enseignant pour la peinture de paysage 1904–1914 (ou 1915)
- Thomas Scheibitz, professeur invité
- Fridtjof Schliephacke
- Richard Schmidt, architecte (1907–1939)
- Gregor Schneider, professeur invité en 2000–2002
- Karl Schneider (de), architecte, 1930–1933
- Alexander Schönauer, Goldschmied, 1906–1931
- Hermann Carl Schroeder, 1899–1935
- Paul Schneider-Esleben, 1960–1970
- Norbert Schwontkowski, peintre, 2005–2009
- Fritz Seitz, bases en visuel, 1962–1991
- Gustav Seitz, sculpteur, 1958–1969
- Richard von Sichowsky, typographe, 1946–1972
- Wiebke Siem, professeur invité en 2000–2001, sculpture 2002–2008
- Eduard Steinbach, 1921–1939
- Kai Sudeck, 1962–1993
- Hans Thiemann, 1960–1976
- Wolfgang Tillmans, professeur invité en 1998–1999
- Andrea Tippel, professeure pour les fondamentaux et l'orientation 1997–2011
- Joe Tilson, professeur invité en 1971–1972
- Willi Titze, peintre 1914–1956
- Heinz Trökes, chef du département des arts graphiques, 1956–1958
- Carl Vogel, professeur 1962–1989, président 1976–1989
- Franz Erhard Walther, professeur 1971–2005
- Franz Weisse (1878–1952), dirigeant de la classe de reliure de 1907 à 1942
- Ignatz Wiemeler, professeur pour l'art du livre de 1945 à 1952
- Carl Heinz Wienert, professeur 1959–1963
- Ludwig Wilding, professeur 1969–1992
- Bernhard Winking, Bauplaner, 1978–2003
- Franz Winzentsen, Prof. f. Animationsfilm 1987–2001
- Paul Wunderlich, professeur 1963–1968
- Haegue Yang, professeur invitée en sculpture 2009–2010
- Lena Ziese, 2012–2018

## Directeurs / Présidents depuis 1905
- Richard Meyer (1863-1953) - de 1905 à 1929
- Max Sauerlandt (1880-1934) - de 1930 à 1933, directeur par intérim
- Hermann Maetzig (1888-1969) - de 1933 à 1934
- Wilhelm Frh. Kleinschmit von Lengefeld (1888-1970) - de 1934 à 1935
- Paul Fliether (1897-1945) - de 1936 à 1942
- Paul Helms (1884-1961) - de 1942 à 1945
- Friedrich Ahlers-Hestermann (1883-1973) - de 1946 à 1950
- Gustav Hassenpflug (1907-1977) - 1950-1956[2]
- Hans von Oppen (1902-?) - de 1957 à 1964
- Herbert von Buttlar (1912-1976) - de 1964 à 1976
- Carl Vogel (1923-2006) - 1976-1989[3]
- Adrienne Goehler (1955- ) - de 1989 à 2002
- Martin Köttering (1964- ) - depuis 2002

## Anciens étudiants
- Franz Ackermann, 1989–1991
- Fatih Akın, étudiant 1994–2000, professeur invité 2005–2006
- Anni Albers, étudiante de 1919 à ca 1921
- Karl Allöder, 1922f
- Ulrike Andresen, 1977–1983
- Elsbeth Arlt, Studium 1972–1977
- Dieter Asmus, 1960–1997
- Hans-Günther Baass
- Uwe Bahnsen
- Thomas Baldischwyler
- Stephan Balkenhol, 1976–1982
- Wilhelm Bauche, 1916–1917
- Uwe Bangert, 1950–1951
- Nana Bastrup, 2010–2015
- Marie Minna Bielenberg, 1919–1921
- Elise Blumann, geb. Schlie, 1919–1922
- John Bock Diplom 1997
- Norbert Bork, 1940–1943
- Holger Börnsen, 1952–1956
- Ulla von Brandenburg, 1998–2004
- Jens Dieter Brandes, 1942–1944
- Matthias Brandes, 1969–1975
- Bettina Brendel, 1946–1948
- Woldemar Brinkmann
- Bruno Bruni, 1960–1965
- Heinrich Gerhard Bücker, 1946–1947, Assistent von Edwin Scharff
- Vicco von Bülow (Loriot), 1947–1949
- André Butzer
- Annette Caspar, 1933–1934
- Bastian Clevé, 1971–1976
- Hanne Darboven, étudiante 1962–1965, professeur honoraire 2000–2009
- Rolf Diener, 1927–1931
- Jürgen von Dückerhoff, 1997–2004
- Paul Dunkelmann, 1930–1935
- Lyonel Feininger, 1887–1888
- Renate Eisenegger, 1973-74
- Karl Heinz Engelin, 1954
- Albert Feser, 1930–1931
- Lili Fischer, 1966–1973
- Jochen Flinzer, 1977–1982
- Karl Frenkel, -1943
- Alexander Friedrich, 1914–1918
- Max Frisinger, 2006–2010
- Isa Genzken, 1969–1971
- Rolf Gith, 1968–1974
- Eve Gramatzki
- Bernd Grimm, 1983–1989
- Karl Gröning, 1915–1918
- Swaantje Güntzel, 2005-2007
- Therese Hallinger
- Klaus Hartmann, 1991–1997
- Gertrud von Hassel, 1928–1933
- Ivo Hauptmann
- Hildi Heins, 1934–1938
- Paul Helms
- Bernd Hering, 1945–1950
- Georg Herold
- Charline von Heyl
- Oliver Hirschbiegel, 1978–1987
- Rebecca Horn, 1963–1969
- Hermine Huntgeburth, 1977–1983
- Alfonso Hüppi
- Martin Irwahn, 1911–1917 und einen Kurs 1940
- Maximilian Jahns, 1907–1913
- Christian Jankowski
- Heino Jaeger, 1956–1961
- Horst Janssen, 1946–1951
- Margrit Kahl
- Bruno Karberg, 1916–1917
- Eva Kausche-Kongsbak, 1936–1939
- Annette Kelm
- Sophia Kennedy
- Martin Kippenberger, 1972–1976
- Ulrich Köhler
- Nina Könnemann, 1992–1998
- Reinhard Komar, 1972–1976
- Michael Kress, 1986–1993
- Gisela Kühler-Balcke, 1933–1943
- Wolfgang Lauenstein
- Nele Lipp, 1968–1969 und 1970 bis 1975
- Erich Lossie, 1908–1911
- Peter Marggraf
- Jan-Holger Mauss, 1990–1995
- Pauline M'barek, Diplom 2007
- Birgit Megerle, 1997–2002
- Holger Meins, 1962–1966
- Jonathan Meese, 1995–1998
- Nanne Meyer, 1974–1981
- Monika Michalko, 2003–2009
- Marlene Moeschke-Poelzig, 1911–1917
- Mariella Mosler
- Herbert Müller-Fried, 1934–1937
- Peter Nagel, 1960–1965
- Werner Nöfer, 1959–1963
- Albert Oehlen, 1977–1981
- Anna Oppermann, 1962–1968
- Wolfgang Oppermann, 1959–1962
- Trude Petri (Gertrude), 1925–1927
- Peter Piller, 1993–2000
- Virgil Popp, 1913–1914 sowie 1919–1923
- Astrid Proll, 1982–1987
- Ursula Querner, 1946–1949
- Otto Rahm, ab 1923
- Elisabeth Rapp, 1982–1987
- Gerda Maria Raschke
- Werner Rebhuhn, 1940–1944
- Albert Christoph Reck, 1948–1951
- Daniel Richter, 1991–1995
- Helmut Scaruppe, 1942–1943
- Frieder Schlaich, 1985–1991
- Nicolaus Schmidt, 1971–1977
- Gregor Schneider, 1991–1992
- Dennis Scholl, 2002–2007
- Carl Schümann
- Markus Selg
- Wiebke Siem, 1979–1984
- Santiago Sierra, 1989–1991
- Herbert Spangenberg
- Matvey Slavin, 2011–2015
- Cornelia Sollfrank, 1990–1994
- Annegret Soltau, 1967–1972
- Ragna Sperschneider, 1951–1956
- Rolf Stehr, 1930–1935
- Stuart Sutcliffe, 1961–1962
- Hugo Taglang, 1889–1892
- Sophie Taeuber-Arp (Sophie Taeuber), 1912
- Mildred Thompson, 1958–1961
- Otto Waalkes
- Thomas Wachweger, 1963–1970
- Claus Wallner, 1948–1951
- Eva Maria Walther, 1909–1911
- Petrus Wandrey, 1963–1968
- Jakob Wechsler, 1930–1933
- Annette Wehrmann, 1985–1993
- Nicole Wermers, Diplom 1997
- Marianne Wex
- Ignatz Wiemeler, 1917–1921
- Henner Winckler
- Bernhard Winking, ab 1961
- Uli Winters, Diplom 1999
- Hartmut Wöhlbier, 1992–2001
- Xu Jiang,* 1955 in Fuzhou
- Yüksel Yavuz, 1992–1998
- Otto Ziller, vor 1919

## Enseignants persécutés (époque du national socialisme)
Deux pierres d'achoppement sur le trottoir devant l'escalier principal de l'Académie des beaux-arts rappellent les enseignants poursuivis à l'époque nazie. Friedrich Adler, qui enseigna à la Kunstgewerbeschule de 1907 jusqu'à sa retraite obligatoire en 1933, fut assassiné à Auschwitz en 1942. Hugo Meier-Thur a enseigné de 1910 à 1943 et a été assassiné en 1943 dans le camp de concentration de Fuhlsbüttel.

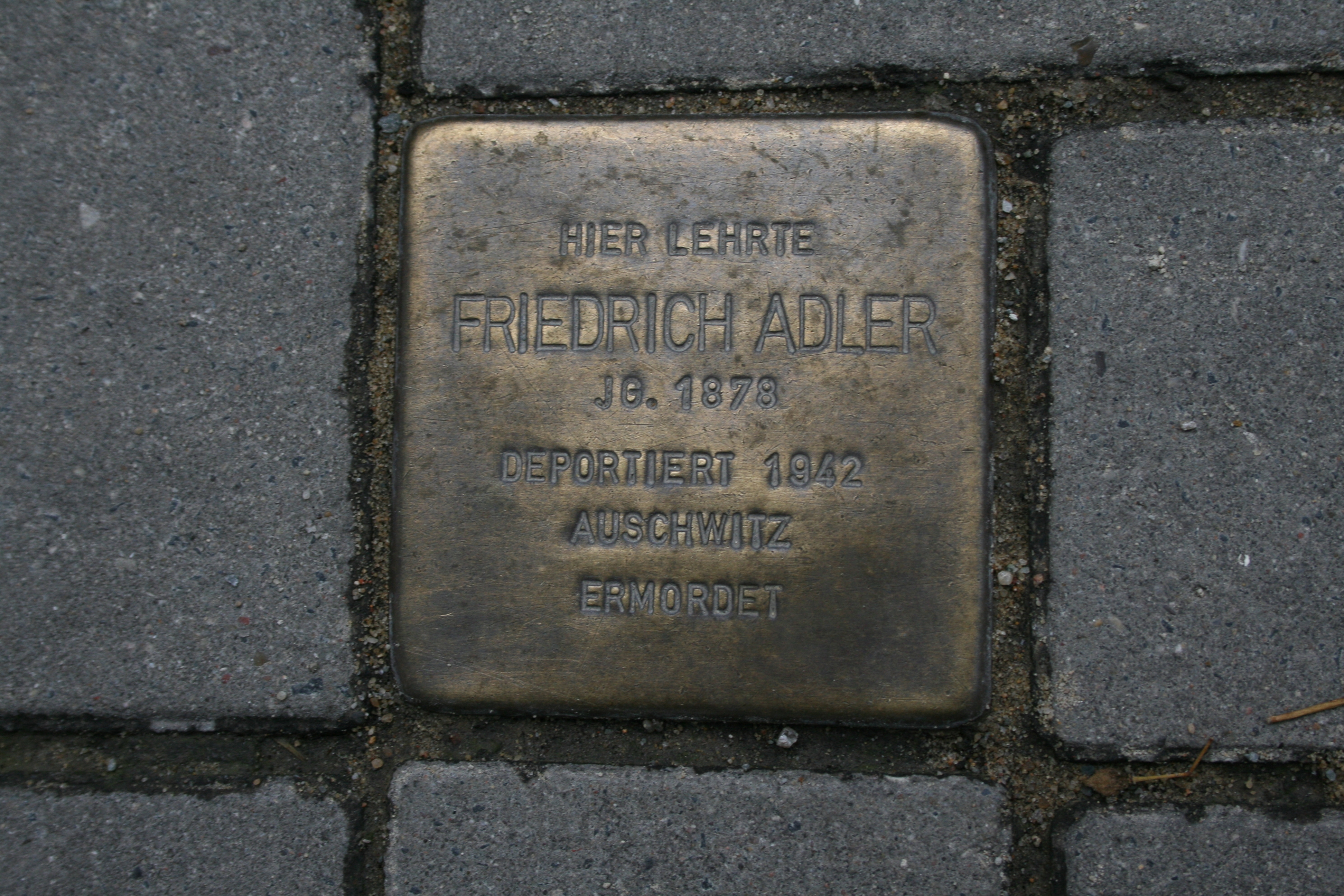
Une pierre d'achoppement pour Friedrich Adler devant l'Académie des beaux-arts de Hambourg
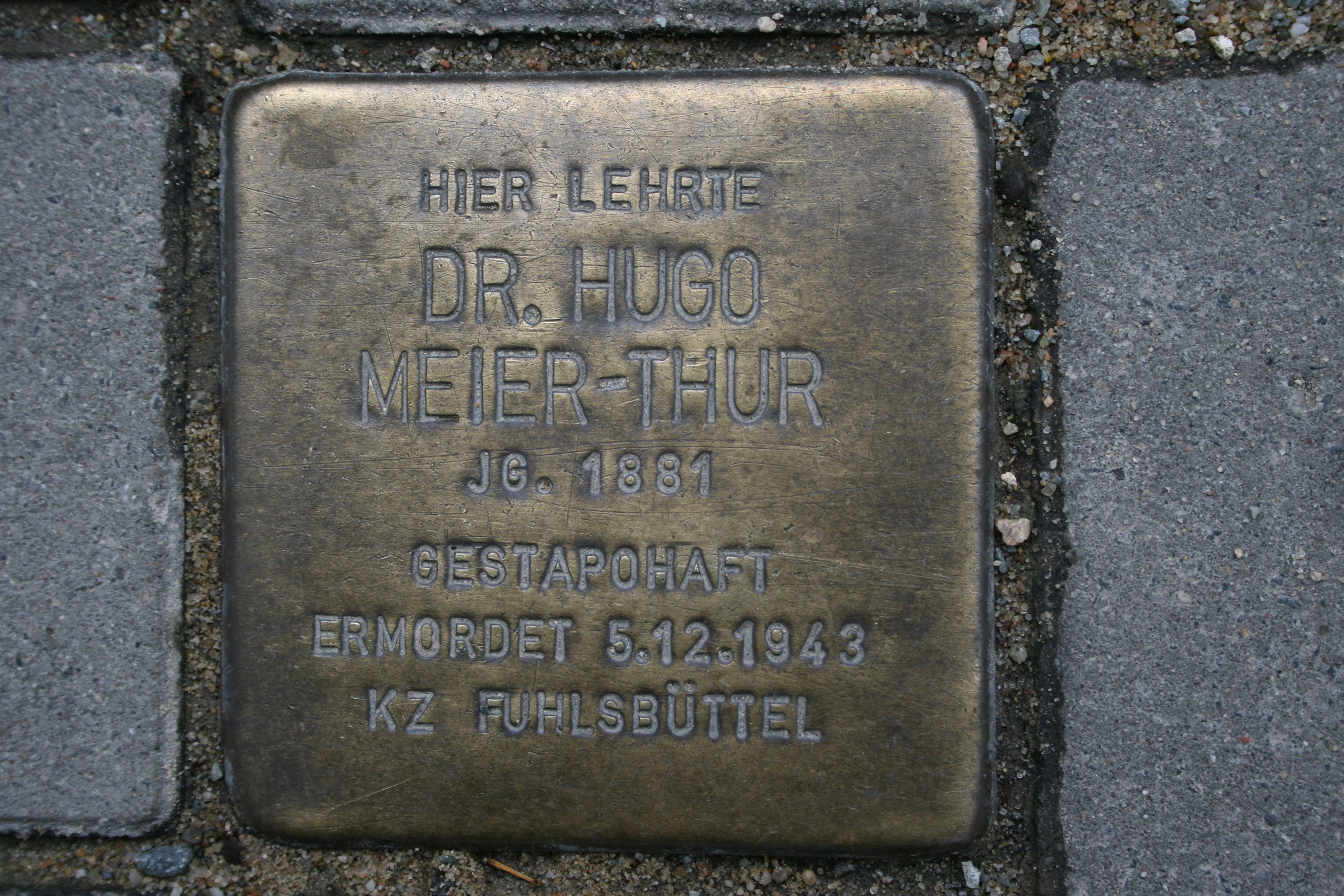
Une pierre d'achoppement pour Hugo Meier-Thur devant l'Université des Beaux-Arts de Hambourg